# Alverdissen

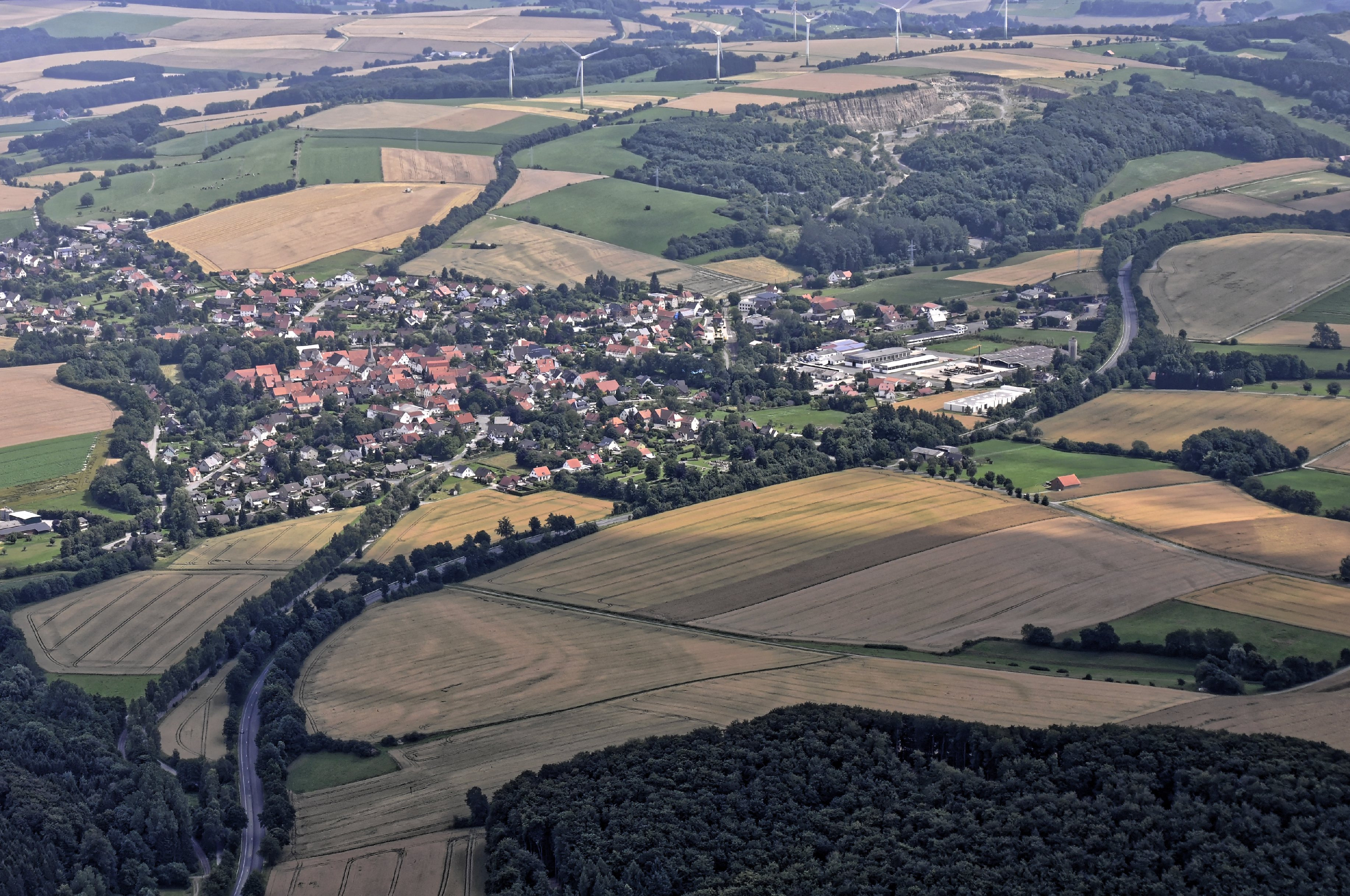
Alverdissen aus der Luft

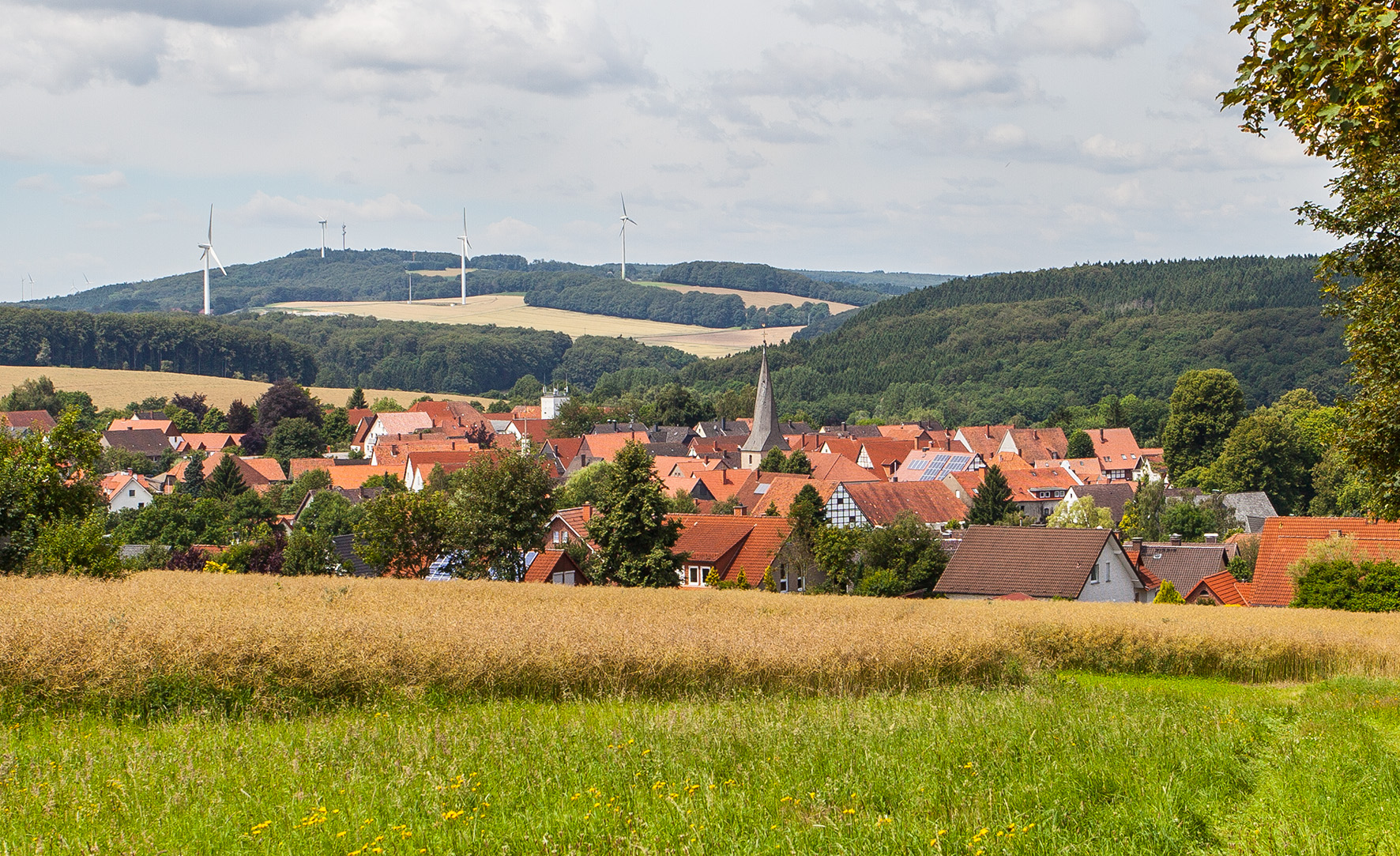
Alverdissen, Ansicht von Südosten

Der Flecken Alverdissen ist ein Ort im Kreis Lippe, der zur Stadt Barntrup in Nordrhein-Westfalen in Deutschland gehört.

## Geographie

### Geographische Lage
Alverdissen liegt im Ostteil des Kreises Lippe im Lipper Bergland. Im Osten des Naturparks Teutoburger Wald / Eggegebirge befindet es sich rund fünf Kilometer nördlich des Barntruper Kernorts und etwa vier Kilometer südlich von Bösingfeld, dem Kernort der Nachbargemeinde Extertal. Die drei Ortschaften verbindet die Landesstraße 758 (Extertalstraße). Südöstlich liegt der Saalberg bei Barntrup (342,9 m ü. NN) und etwas nordöstlich die Hohe Asch (371,5 m ü. NN). Westlich von Alverdissen entspringt der linke Weser-Nebenfluss Exter.

### Geologie
Im Süden von Alverdissen befindet sich der Steinbruch Alverdissen, in dem bis 2006 Muschelkalk aus dem Trias abgebaut wurde.

## Geschichte

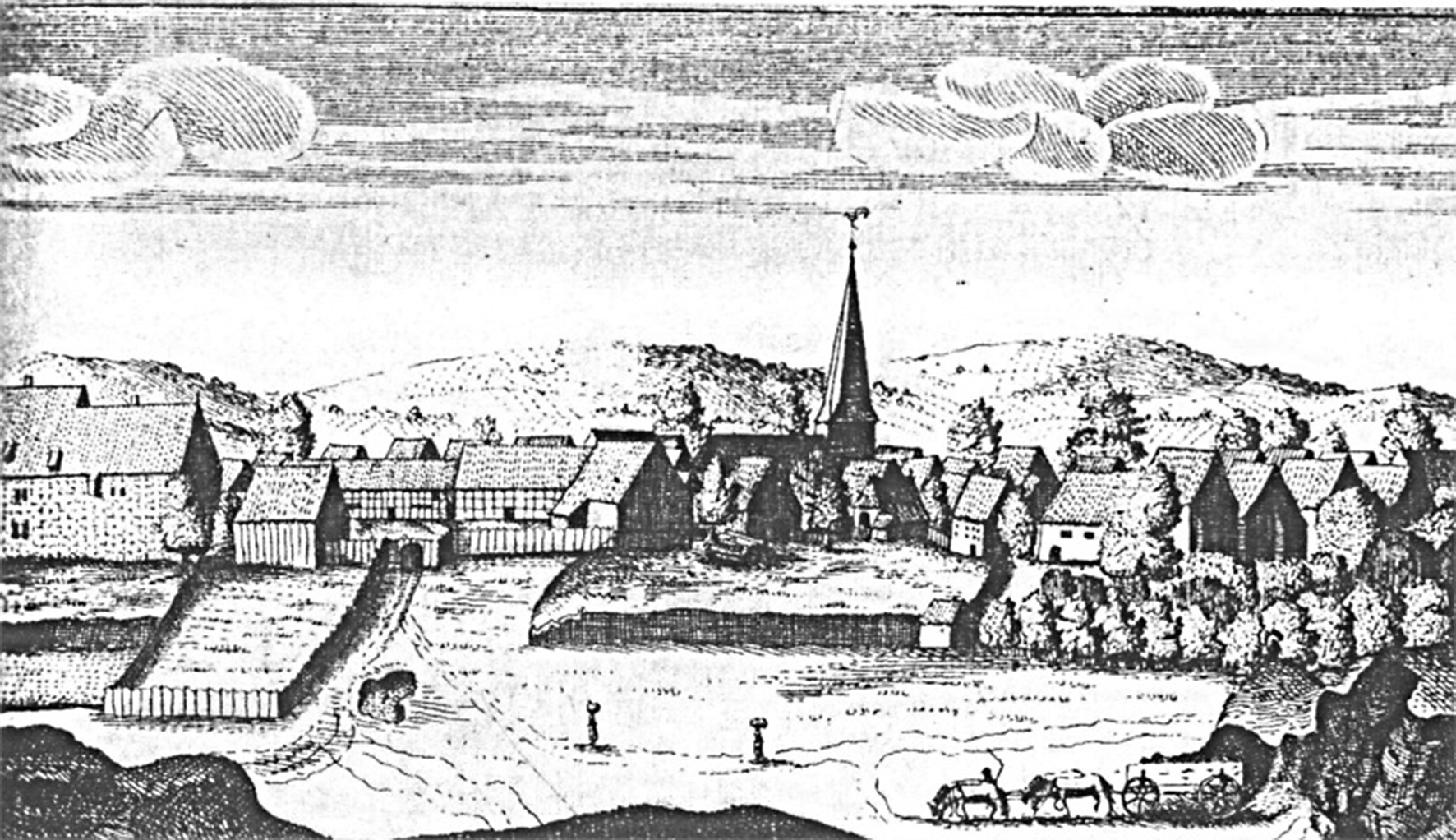
Alverdissen um 1663

Seine erstmalige Erwähnung findet der Ort Alverdissen im Jahre 1151 in einem Verzeichnis der Besitzungen des Stifts Herford als Alwardessen. Aufgrund der günstigen Lage (fruchtbarer Boden, Quellgebiet eines Flusses…) ist jedoch davon auszugehen, dass es bereits zu Zeiten Karls des Großen hier eine Siedlung gab, die von Sachsen bewohnt war.
Um 1370 erhielt Alverdissen das Stadtrecht von den Grafen zu Sternberg, welches der Ort im Jahre 1424 vermutlich wieder verlor, da aufgrund einer Fehde zwischen dem Edelherrn zur Lippe und dem Grafen von Schaumburg Alverdissen komplett zerstört wurde. Die Burg wurde ebenso in Mitleidenschaft gezogen.
Nach dem Wiederaufbau bekam Alverdissen den Status eines Fleckens. Zu der Zeit lebten dort zwischen 40 und 80 Menschen.
Im 16. Jahrhundert fasste wie in der übrigen Grafschaft Lippe die Reformation Fuß, so dass die Alverdisser Bevölkerung evangelisch wurde.
Von 1613 bis 1777 war Alverdissen Sitz einer Nebenlinie der Grafen zur Lippe, welche Amt und Burg Alverdissen als Paragium von der regierenden Detmolder Linie erhielten. Erster Graf war Philipp I., der 1640/1647 einen Teil der Grafschaft Schaumburg inklusive der Residenz Bückeburg erwerben konnte und zur Grafschaft Schaumburg-Lippe vereinte. Sein Sohn Friedrich Christian war der Erbauer des Schlosses Alverdissen (1662) und folgte ihm 1681 in der Bückeburger Regentschaft; ein weiterer Sohn, Philipp I. Ernst (1659–1723), übernahm Schloss und Amt Alverdissen. Der letzte Alverdisser Graf war Philipp II. Ernst, der zunächst eine militärische Laufbahn eingeschlagen hatte und um 1770 Generalleutnant und Kommandant der fürstbischöflichen Truppen in Münster war. Seine Macht in Alverdissen sicherte er durch Amtmänner und einige Soldaten. Nachdem der Bückeburger Graf Wilhelm kinderlos verstorben war, wurde Philipp II. Ernst 1777 Regent in Bückeburg. 1812 kaufte die Detmolder Fürstin Pauline zur Lippe Schloss und Amt Alverdissen von den Fürsten zu Schaumburg-Lippe zurück; Alverdissen wurde nachfolgend Verwaltungssitz des lippischen Amtes Sternberg.
1842/43 wurde von der evangelisch-reformierten Gemeinde Alverdissen eine neue Kirche erbaut; der Kirchturm datiert bereits aus dem Jahr 1555.
Haupterwerbszweig der Einwohner war bis ins 19. Jahrhundert die Landwirtschaft. Da die Einkünfte aus der Landwirtschaft aufgrund der geringen Hofgröße meist nicht ausreichten, arbeiteten viele Männer mangels industrieller Arbeitsplätze hauptberuflich als Ziegler. Im Jahre 1930 lebten noch etwa 100 Ziegler in Alverdissen.

### 20. Jahrhundert
Im 20. Jahrhundert wurde der Flecken Alverdissen durch die Erschließung der Zigarrenindustrie und sonstiger neuer Wirtschaftszweige ökonomisch belebt.
Infolge des Zweiten Weltkriegs zogen 570 neue Bewohner nach Alverdissen. Der Großteil von ihnen waren Heimatvertriebene und Kriegsflüchtlinge aus den ehemaligen Ostgebieten des Deutschen Reiches.
Seit dem 1. Januar 1969 gehört Alverdissen zur Stadt Barntrup. Dies fassten viele Einwohner des Fleckens negativ auf, denn sie hatten das Gefühl, von einer selbstständigen Gemeinde mit 800-jähriger Geschichte „zu einem kleinen Ortsteil degradiert“ zu werden.
Der Kreis Lemgo mit Alverdissen bzw. Barntrup ging am 1. Januar 1973 im Zuge der nordrhein-westfälischen Kreisreform im Rahmen des Bielefeld-Gesetzes durch Vereinigung mit dem Kreis Detmold im heutigen Kreis Lippe auf.

### Einwohnerentwicklung
| Jahr      | 1860 | 1939 | 1962 | 2010 |
| Einwohner | 699  | 1060 | 1579 | 1724 |
| --------- | ---- | ---- | ---- | ---- |

Von den insgesamt 1724 Einwohnern am 1. Juni 2010 waren 855 männlich und 869 weiblich.

### Ortsname
Neben der Ersterwähnung als Alwardessen (1151) sind folgende Namen im Laufe der Jahrhunderte belegt: Aluerisen (um 1258), Alverdissen (1366), Alverdessen (1370), Alversen (1389), Aluerdissen (1464), Alvensen (1485), Aluerdisszenn (1507, im Landschatzregister), Alverdissen (1574), Alberdissen (1612), Allverdiessen (1627), Alverdiszen (um 1663, in einem Kupferstich von Elias van Lennep), Alverdissen (um 1758) sowie Alverdisen (1806, in einer Karte von Le Coq).

## Politik

### Wappen
Das Alverdisser Wappen wurde 1958 von Helmut Welsch entworfen, lehnt sich aber an das Siegel auf einer Urkunde vom 11. Juni 1767 an.
Veröffentlicht im Amtsblatt des Regierungsbezirks Detmold, am 14. Juli 1958, Seite 168, wurde der folgende Wortlaut:
Der Innenminister des Landes Nordrhein-Westfalen hat mit Urkunde vom 9. Juli 1958 der Gemeinde Alverdissen, Landkreis Lemgo, das Recht zur Führung eines Wappens und Siegels verliehen.
Die Wappenbeschreibung: In Gold (Gelb) eine rote Zinnenmauer mit zwei kleinen schwarzen Rundbogenfenstern und einem geschlossenen Tor, darüber ein halber roter achtstrahliger Stern. Im silbernen (weißen) Schildhaupt eine halbe lippische fünfblättrige Rose mit goldenem (gelben) Butzen und Kelchblättern.
Die Lippische Rose und der Sternberger Stern weisen auf die wechselhafte Geschichte hin; die Stadtmauer weist auf die einstige Bedeutung des befestigten, mit Stadtrechten ausgestatteten Ortes hin.

## Sehenswürdigkeiten

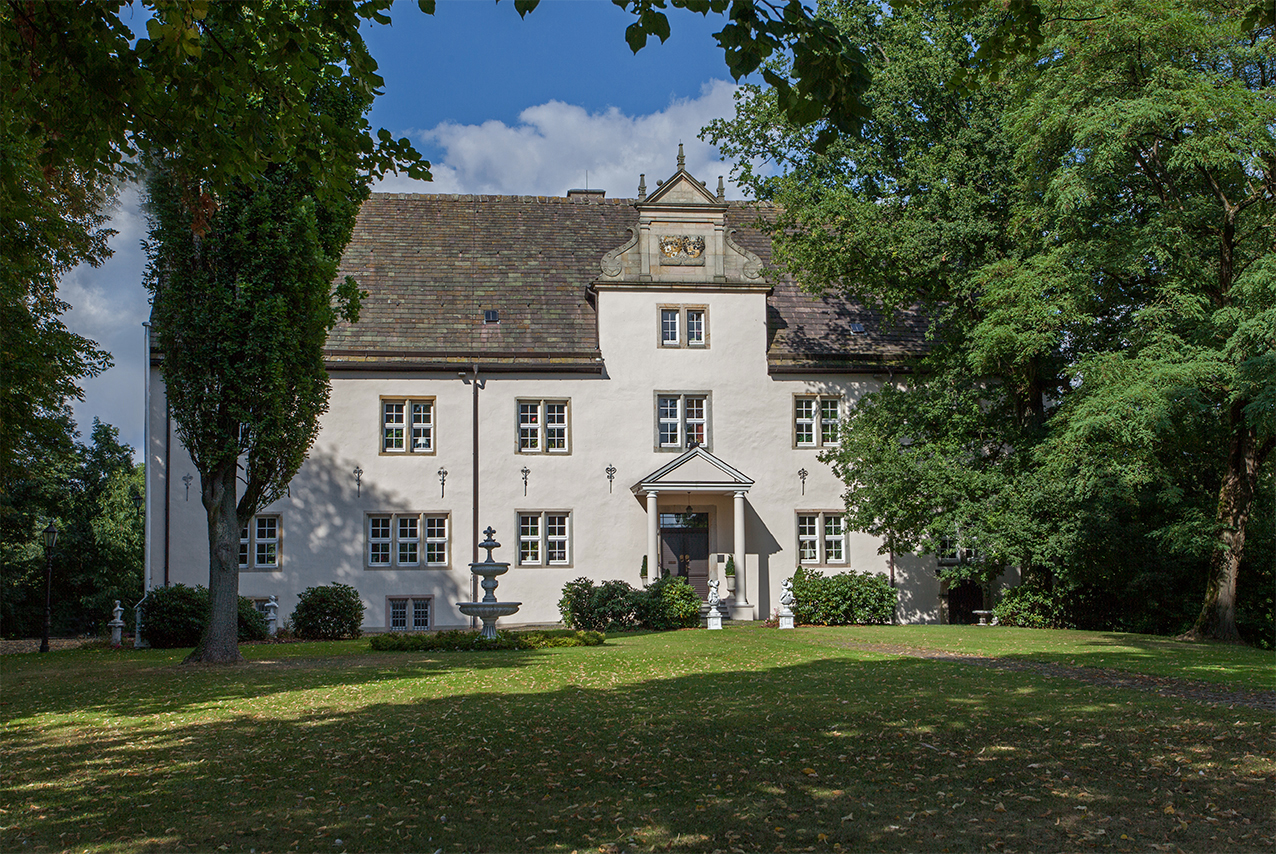
Schloss Alverdissen

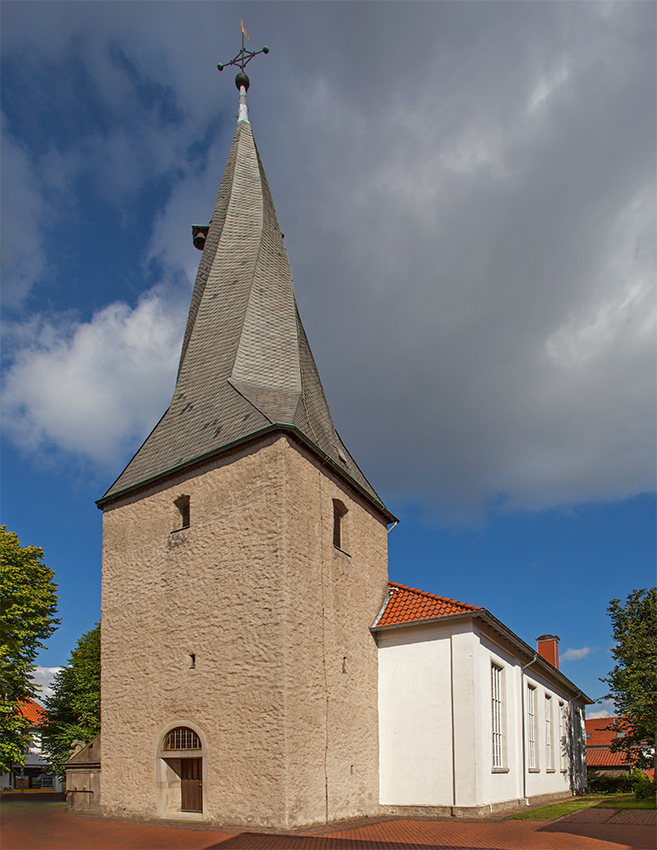
Evangelisch-reformierte Pfarrkirche Alverdissen

- Eine Kirche wird für Alverdissen 1511 erstmals urkundlich erwähnt. Der Westturm wurde bereits 1555 erbaut. Die heutige evangelisch-reformierte Pfarrkirche entstand 1842/43 als schlichter rechteckiger Saalbau nach Plänen des Detmolder Architekten Ferdinand Ludwig August Merckel. Die ursprünglich spitzbogigen Fenster wurden im Rahmen einer umfassen Renovierung in den Jahren 1951 bis 1954 durch hochrechteckige Öffnungen ersetzt. Der an den Turm gefügte Gruftanbau wurde 1723/24 im Auftrag der Gräfin Dorothea Amalie zu Lippe–Alverdissen geschaffen. In ihm fanden insgesamt 9 Mitglieder der gräflichen Familie ihre letzte Ruhe. In der Turmhalle befinden sich Wandmalereien aus der zweiten Hälfte des 16. Jahrhunderts, die im Zuge von Renovierungsarbeiten in den 1950er Jahren aufgedeckt werden konnten.
- Das Schloss Alverdissen befindet sich auf dem Gelände einer von den Grafen von Sternberg gegründeten Burganlage, die 1396 erstmals genannt wurde. Es entstand 1662/63 als dreigeschossiger Bau mit Krüppelwalmdach und vorgelagertem Treppenturm. Im 19. und 20. Jahrhundert wurde das Gebäude mehrfach umgestaltet. Es präsentiert sich heute als schlichter verputzter Rechteckbau mit Satteldach, der mit Sollingplatten eingedeckt ist. An der Frontseite befindet sich ein Giebel in Neorenaissanceformen. Das Schloss wurde von 1879 bis 1969 als Amtsgericht genutzt, danach diente es als Außenstelle des Staatsarchivs, bis es 2009 an eine Privatperson verkauft wurde.
- Der nach dem Dreistraßensystem der lippischen Gründungsstädte (Lemgo, Detmold, Horn) von den Grafen von Sternberg angelegte Ortskern wird noch heute von etlichen unter Denkmalschutz stehenden Fachwerk-Dielenhäusern geprägt, deren ältestes sich in der Schlossstraße 19 befindet. Der Vierständerbau, dessen verbretterter Giebel über Knaggen vorkragt, wurde laut Torbalkeninschrift 1593 erbaut. Aus der Mitte des 17. Jahrhunderts stammt das Haus Hintere Straße 4. Das zurzeit leerstehende Gebäude wurde im Erdgeschossbereich durch eine nicht denkmalgerechte Umbaumaßnahme stark in Mitleidenschaft gezogen. Teile der Fachwerkkonstruktion wurden entfernt und durch Mauerwerk ersetzt, das von großen Fenstern durchbrochen wird.
- Am Südhagen befinden sich die Reste des jüdischen Friedhofs Alverdissen. Der kleine Friedhof mit seinen zwei erhaltenen Grabsteinen (Mazewot) ist ein geschütztes Baudenkmal.

## Wirtschaft und Infrastruktur

### Einrichtungen
- Lipperland-Orchester
- Sportverein TBV Jahn Alverdissen (Badminton, Basketball, Fußball, Turnen u. a.)
- Kindergarten
- Grundschule
- Freibad
- Schützenverein (über 300 Jahre alt)
- Heimatmuseum des Bürger- und Verkehrsvereins
- Karnevalsverein Carnevallos
- Löschzug Alverdissen (Freiwillige Feuerwehr)

### Verkehr
Alverdissen liegt an der Extertalbahn von Barntrup nach Bösingfeld.

## Söhne und Töchter von Alverdissen
- Heinrich Meibom (1555–1625), Dichter
- Ludwig Deppe (1828–1890), Komponist und Dirigent